# Европско првенство у атлетици у дворани 1972 — скок удаљ за мушкарце
Такмичење у скоку удаљ у мушкој конкуренцији на трећем Европском првенству у атлетици у дворани 1972. одржано је 11. марта 1972. у Палати спортова у Греноблу, Француска.
Титулу европског првака освојену на Европском првенству у дворани 1971. у Софији бранио је Ханс Браунгартнер из Западне Немачке.

## Земље учеснице
Учествовало је 13 скакача удаљ из 11 земаља.
1. Чехословачка (1)
2. Данска (1)
3. Источна Немачка (2)
4. Финска (1)
5. Француска (1)
6. Пољска (1)
7. Румунија (2)
8. Совјетски Савез  (2)
9. Југославија (1)
10. Уједињено Краљевство  (1)
11. Западна Немачка  (1)

## Рекорди
Извор:
| Рекорди пре почетка Европског првенства у дворани 1972.     | Рекорди пре почетка Европског првенства у дворани 1972. | Рекорди пре почетка Европског првенства у дворани 1972. | Рекорди пре почетка Европског првенства у дворани 1972. | Рекорди пре почетка Европског првенства у дворани 1972. | Рекорди пре почетка Европског првенства у дворани 1972. |
| ----------------------------------------------------------- | ------------------------------------------------------- | ------------------------------------------------------- | ------------------------------------------------------- | ------------------------------------------------------- | ------------------------------------------------------- |
| Светски рекорд                                              | Боб Бимон                                               | Сједињене Америчке Државе                               | 8,30                                                    | Детроит, САД                                            | 13. март 1968.                                          |
| Европски рекорд у дворани                                   | Игор Тер-Ованесјан                                      | Совјетски Савез                                         | 8,23                                                    | Дортмунд Западна Немачка                                | 27. март 1966.                                          |
| Рекорди европских првенстава у дворани                      | Ханс Браунгартнер                                       | Западна Немачка                                         | 8,12                                                    | Софија, Бугарска                                        | 14. март 1971.                                          |
| Рекорди после завршеног Европског првенства у дворани 1972. |                                                         |                                                         |                                                         |                                                         |                                                         |
| Нових рекорда није било.                                    |                                                         |                                                         |                                                         |                                                         |                                                         |

## Освајачи медаља
|                                 |                                        |                                 |
| Макс Клаус 8,02 Источна Немачка | Ханс Браумгартнер 7,99 Западна Немачка | Јарослав Броз 7,88 Чехословачка |

## Резултати

### Коначан пласман
| Пласман | Атлетичар         | Земља                | #1   | #2   | #3   | #4   | #5   | #6   | Резултат | Белешка |
| ------- | ----------------- | -------------------- | ---- | ---- | ---- | ---- | ---- | ---- | -------- | ------- |
|         | Макс Клаус        | Источна Немачка      | 7,88 | 7,85 | 7,92 | 7,81 | 6,71 | 8,02 | 8,02     |         |
|         | Ханс Браумгартнер | Западна Немачка      | 7,91 | 7,91 | x    | 7,98 | x    | 7,99 | 7,91     |         |
|         | Јарослав Броз     | Чехословачка         | 7,82 | 7,87 | 7,88 | 7,86 | x    | 7,81 | 7,88     |         |
| 4.      | Миљенко Рак       | Југославија          | 7,77 | x    | x    | 7,80 | 7,78 | 7,88 | 7,88     |         |
| 5.      | Тони Лепик        | Совјетски Савез      | 7,75 | x    | 7,58 | 6,32 | 7,82 | x    | 7,70     |         |
| 6.      | Жак Пани          | Француска            | 7,65 | 7,72 | 7,70 | 7,79 | x    | x    | 7,79     |         |
| 7.      | Клаус Бер         | Источна Немачка      | 7,71 | 6,14 | 7,61 | 7,66 | 7,49 | x    | 7,71     |         |
| 8.      | Лин Дејвис        | Уједињено Краљевство | 7,51 | 7,64 | 7,64 | x    | x    | x    | 7,64     |         |
| 9.      | Карол Корбу       | Румунија             | 7.50 | 7.62 | 7.37 |      |      |      | 7,62     |         |
| 10.     | Валентин Јурка    | Румунија             | 7,61 |      | 7,50 |      |      |      | 7,61     |         |
| 11.     | Гжегож Цибулски   | Пољска               |      | 7,51 | 7,38 |      |      |      | 7,51     |         |
| 12.     | Јеспер Торинг     | Данска               | 7,09 | 6,94 |      |      |      |      | 7,09     |         |
|         | Реијо Тоивонен    | Финска               | x    | x    | x    |      |      |      | БП       | БП      |

## Укупни биланс медаља у скоку удаљ за мушкарце после 3. Европског првенства у дворани 1970—1972.
|    | Земља           |   |   |   |   |
| -- | --------------- | - | - | - | - |
| 1. | Источна Немачка | 1 | 1 | 0 | 2 |
| 1. | Совјетски Савез | 1 | 1 | 0 | 2 |
| 1. | Западна Немачка | 1 | 1 | 0 | 2 |
| 4. | Чехословачка    | 0 | 0 | 1 | 1 |
| 4. | Румунија        | 0 | 0 | 1 | 1 |
| 4. | Шпанија         | 0 | 0 | 1 | 1 |
|    | Укупно {6}      | 3 | 3 | 3 | 9 |

|    | Атлетичар         | Земља           |   |   |   |   |
| -- | ----------------- | --------------- | - | - | - | - |
| 1. | Ханс Браумгартнер | Западна Немачка | 1 | 1 | 0 | 2 |